# 浅野保
浅野 保（あさの たもつ、1886年（明治20年）8月1日 - 1955年（昭和30年）8月30日）は、大正・昭和期の歌人。

## 人物
岐阜県羽島郡江吉良村（現・羽島市）出身。高等小学校卒業後、商業に従事しながら短歌を作る。1908年（明治41年）、竹柏会に入り、佐佐木信綱に師事する。二州会を設立。
1923年（大正12年）2月1日には、春日井瀇・三田澪人らとともに名古屋短歌会を設立した。名古屋短歌会および同会の後身である中部短歌会においては、その機関誌『短歌』の編集発行人を長年にわたって務めた。また、その他にも名古屋短詩型連盟においても幹事を務めるなど、当地における短歌文化の振興に力を尽くした。大塚寅彦によれば、昭和初期の頃には芸者置屋を経営していたという。晩年は印刷業を営んだ。
1955年（昭和30年）、名古屋市中村区中村町において亡くなった。没後は春日井瀇が中部短歌会の編集発行を引き継ぎ、さらに瀇没後はその長男である春日井建が継承した。

## 著作
- 『評釈前線秀歌』教学書房、1942年。
- 『叢桂集』中部短歌会、1950年9月25日。ASIN B01H1MNIOO。